# روس ماكفيرسن سميث
روس ماكفيرسن سميث (بالإنجليزية: Ross Macpherson Smith)‏ هو طيار أسترالي، ولد في 4 ديسمبر 1892 في جنوب أستراليا في أستراليا، وتوفي في 13 أبريل 1922 في ويبريج ‏ في المملكة المتحدة.

## معرض صور

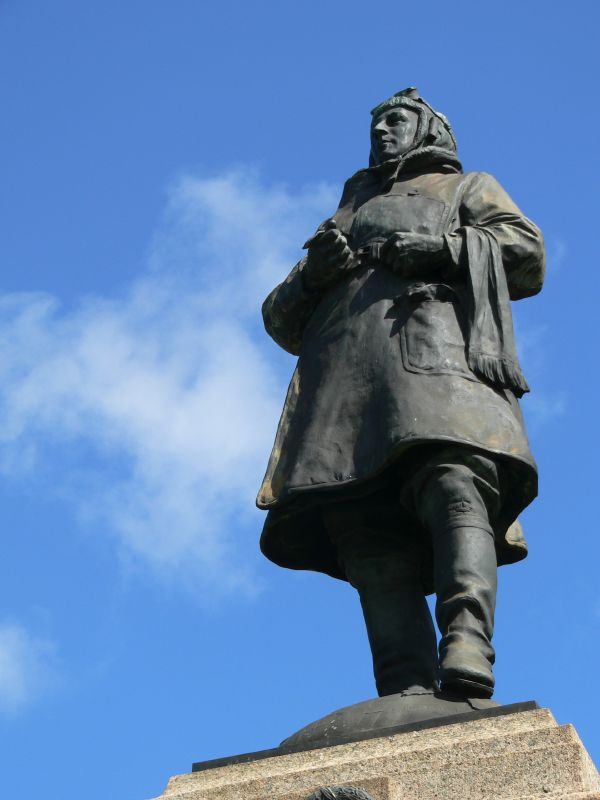
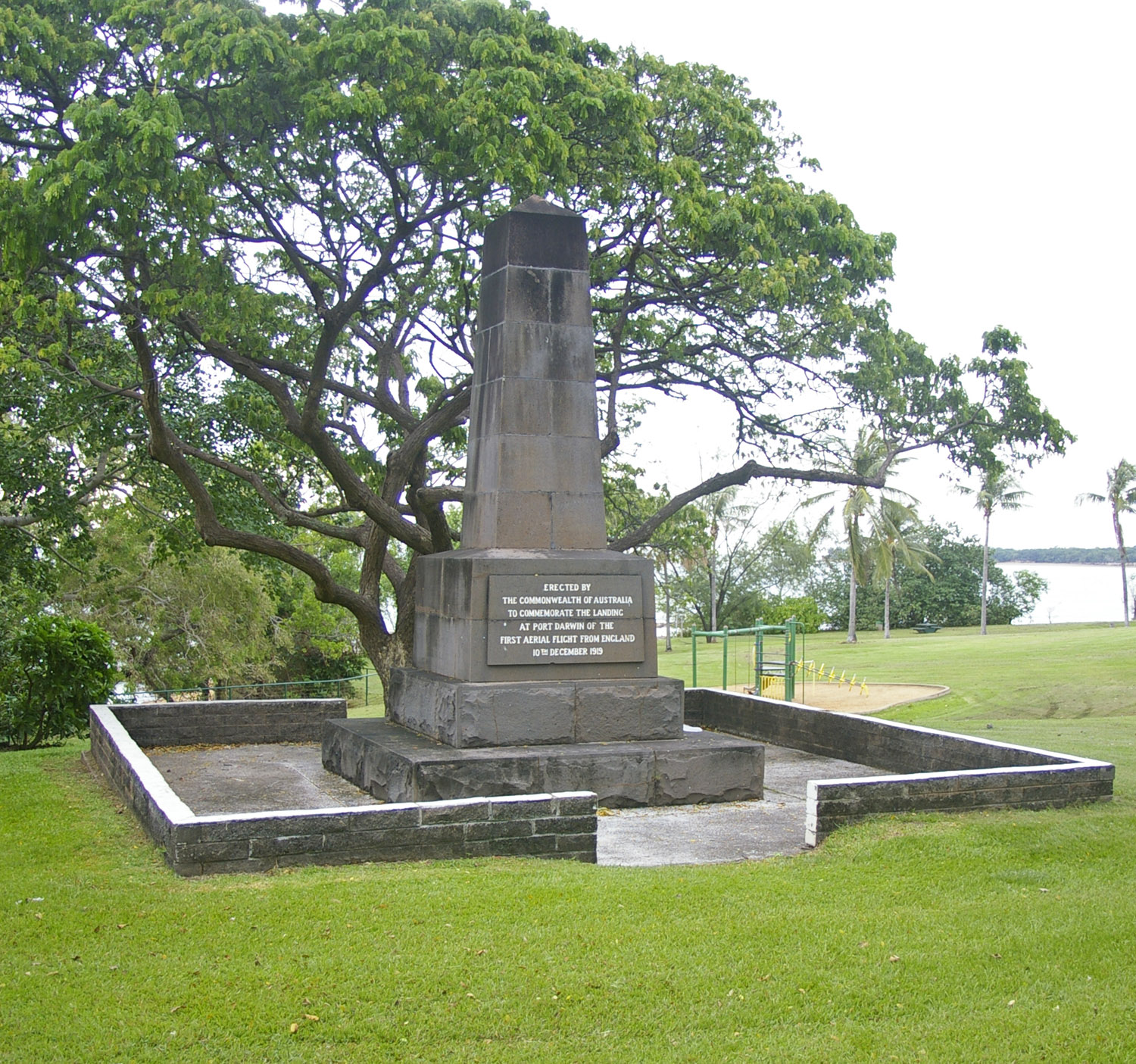
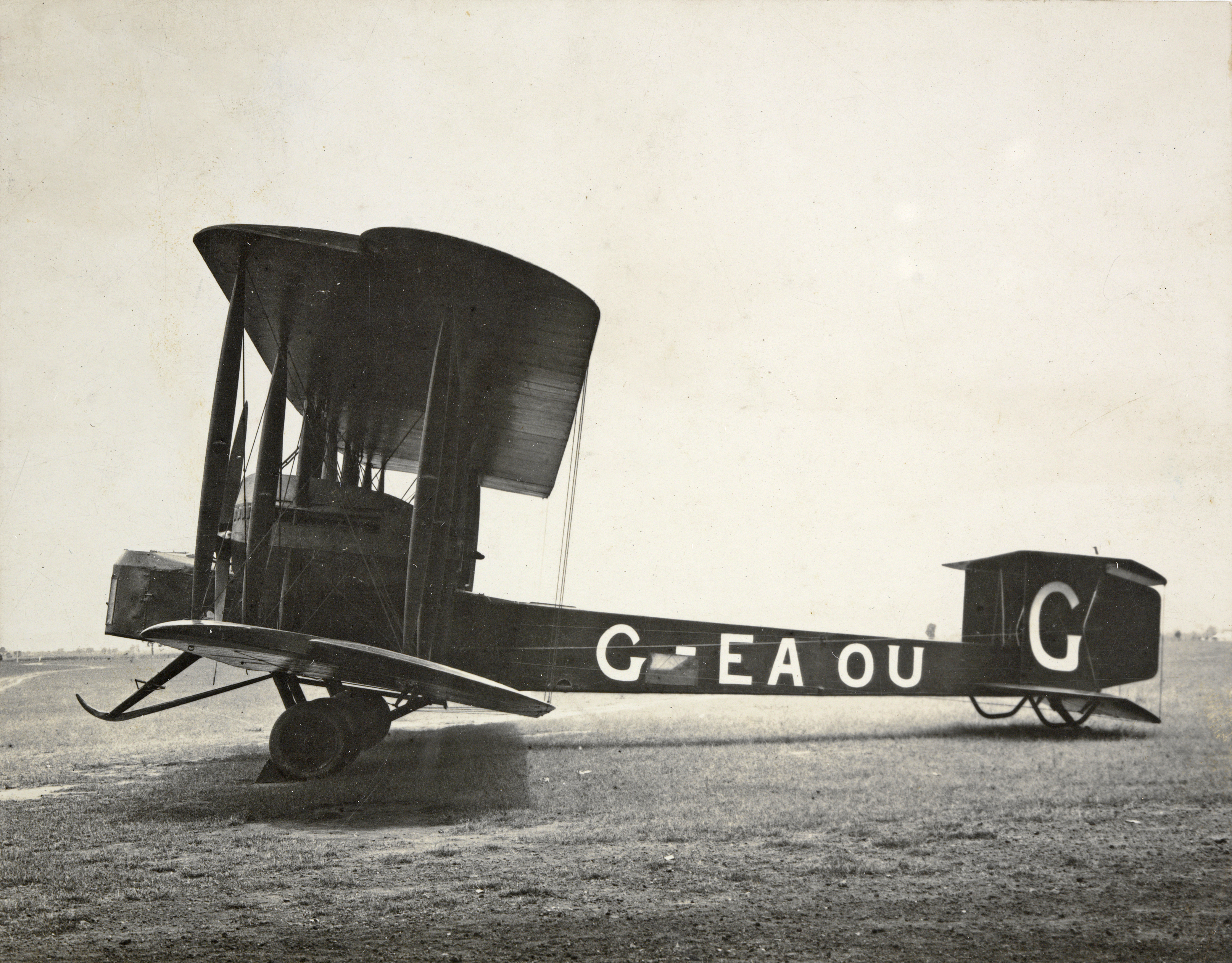
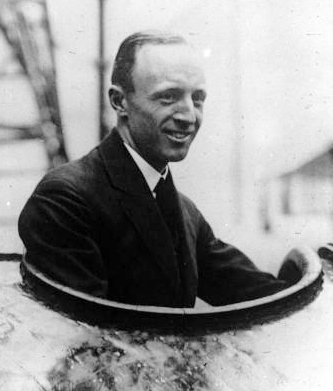
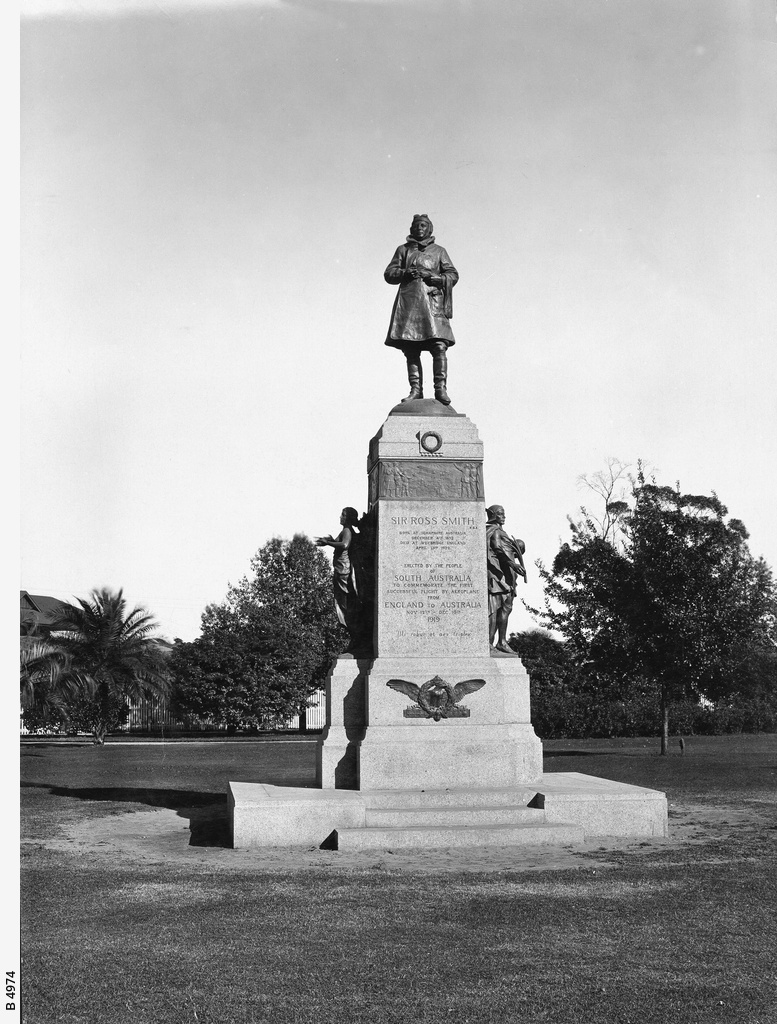

## وصلات خارجية
- روس ماكفيرسن سميث على موقع الموسوعة البريطانية (الإنجليزية)
- روس ماكفيرسن سميث على موقع الموسوعة البريطانية (الإنجليزية)